# Pseudokermes geoffroeum
Pseudokermes geoffroeum är en insektsart som beskrevs av Granara de Willink 1999. Pseudokermes geoffroeum ingår i släktet Pseudokermes och familjen skålsköldlöss. Inga underarter finns listade i Catalogue of Life.